# Madior Diouf

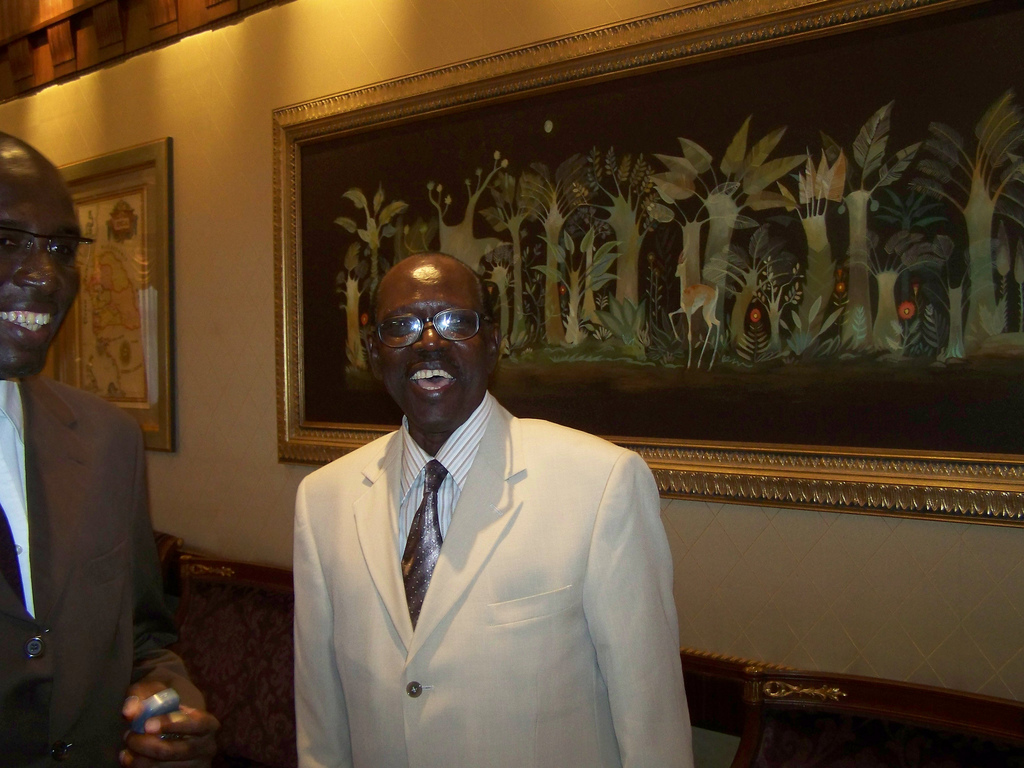
Madior Diouf (2008)

Madior Diouf (geb. 1939, Fimela; gest. 22. oder 23. Januar 2025) war ein senegalesischer Akademiker und Politiker. Er war Parteiführer der Rassemblement national démocratique (RND) und mehrmals Minister.

## Leben
Madior Diouf wurde 1939 in Fimela in der Fatick, damals Französisch-Westafrika geboren. Er war Professor für Literatur an der Université Cheikh Anta Diop de Dakar.
Er war Kulturminister in der zweiten Regierung von Moustapha Niasse.
Er stellte sich als Kandidat für die Präsidentschaftswahl im Senegal 1993 und kam bei acht Kandidaten auf Platz sechs mit 12.635 Stimmen (0,97 %).
Am 13. Juli 2008 wurde er als Parteiführer der Rassemblement national démocratique (RND) gewählt. Die Partei war von Cheikh Anta Diop gegründet worden.

## Publikationen
- Comprendre Véhi-Ciosane et le Mandat d’Ousmane Sembène. 1986.
- Critique d’une œuvre: Nini, mulâtresse du Sénégal, d’Abdoulaye Sadji. 1990.
- Note de lecture: „La civilisation Sereer.“ Pangool De Henry Gravrand, Dakar, NEAS 1990. [Éthiopique 53]
- La personnalité Sereer à travers les âges: La civilisation Sereer d’hier à demain. acte du colloque des journées culturelles du Sine.